# Lucille Gicquel
Pour les articles homonymes, voir Gicquel.
Lucille Gicquel, née le 13 novembre 1997 à Rennes (Ille-et-Vilaine), est une joueuse internationale française de volley-ball évoluant au poste de pointue.
Joueuse professionnelle depuis 2015 et son arrivée au RC Cannes, elle mesure 1,89 m et joue pour l'équipe de France depuis 2017.
À l'intersaison 2020, elle devient la 5e Française à s'engager pour un club de la réputée Série A1 italienne, après Brigitte Lesage, Karine Salinas, Kinga Maculewicz et Christina Bauer.
Lors de sa première saison transalpine, elle réalise le quadruplé (Ligue des champions, championnat, coupe et supercoupe) avec son club d'Imoco Conegliano.

## Biographie

### Enfance et formation
Née à Rennes, elle est la fille de Jean-Charles Gicquel, athlète français spécialiste de saut en hauteur et actuel détenteur du record de France en salle. Sa sœur ainée Solène évolue à haut niveau dans la même discipline que leur père. Lucille commence la pratique du volley-ball à l'âge de 12 ans dans sa ville natale, après s'être essayée à la danse, à la gymnastique et au handball. Au bout d'une année seulement au REC volley, elle intègre le Pôle France à Châtenay-Malabry puis l’Institut fédéral de volley-ball de Toulouse en 2013, période où elle prend conscience de pouvoir devenir un jour professionnelle.

### Carrière en club

#### Début au RC Cannes (2015-2018) puis éclosion au VB Nantes (2018-2020)

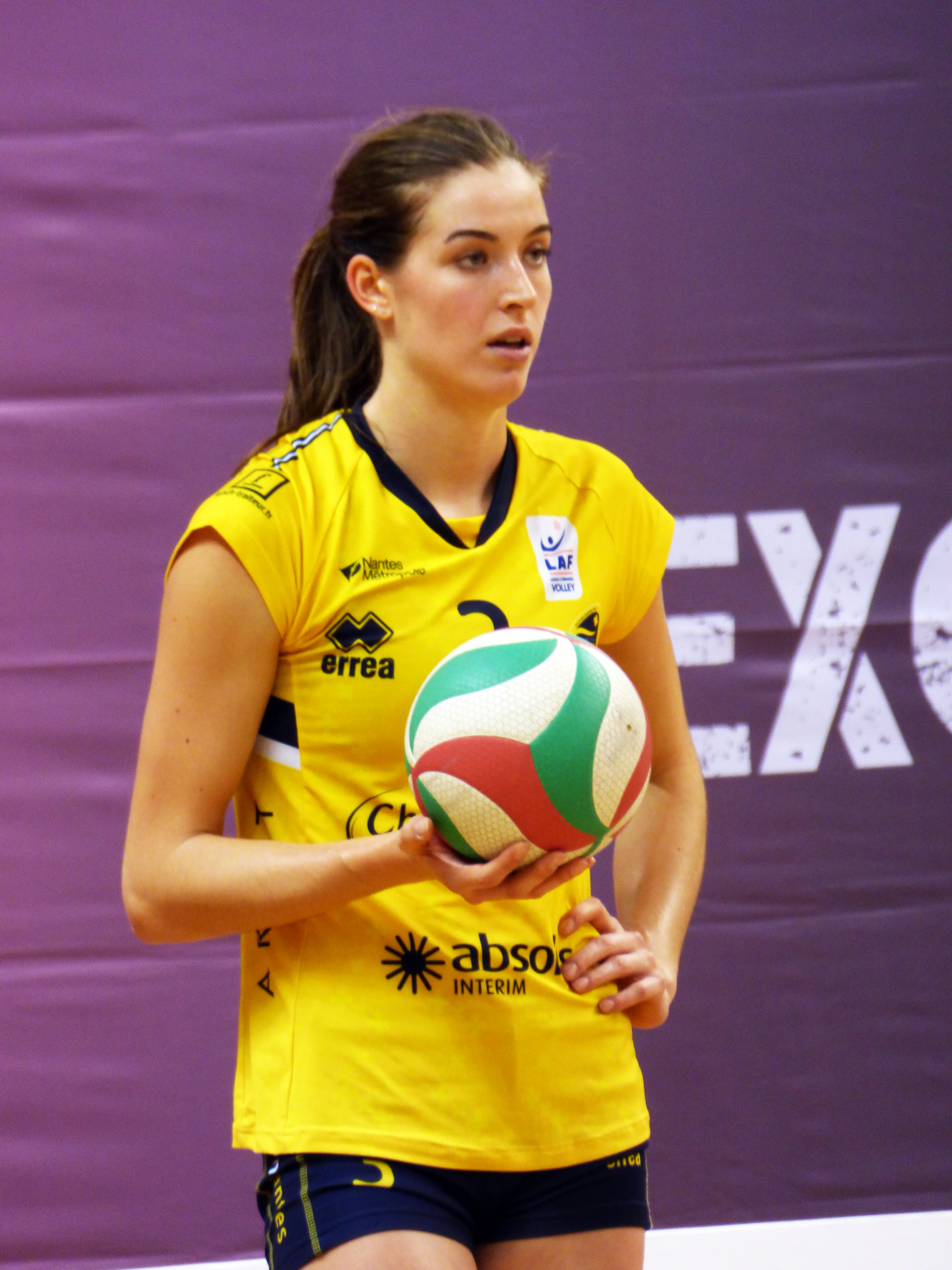
Sous les couleurs de Nantes lors de la saison 2018-2019.

En 2015, Lucille Gicquel signe, à seulement 17 ans, son premier contrat professionnel avec le RC Cannes, club français le plus titré ayant pour habitude de jouer le haut du classement dans le Championnat et de disputer des Coupes d'Europe. La Joueuse évolue trois saisons au sein du club Cannois, lui permettant d'apprendre son métier au poste de pointue et de remporter ses premiers titres avec la Coupe de France 2016 et 2018. Avec le RC Cannes, elle est également vice-championne de France 2016 et 2018 et finaliste de la Supercoupe nationale en 2016 et 2017. Désireuse de jouer davantage pour exprimer un potentiel physique indéniable, elle choisit en 2018 de poursuivre sa carrière au VB Nantes, où sous les ordres de son entraîneur Cyril Ong, s'impose comme une des meilleures pointues de Ligue A pour sa première vraie saison en tant que titulaire. Au cours de celle-ci, elle termine finaliste du Championnat derrière son ancien club du RC Cannes et parvient en finale de la Coupe de France, défait par l'AS Saint-Raphaël et se qualifie pour la Ligue des champions. Une saison en forme d'épanouissement pour la Joueuse qui confirme tout son talent même si elle joue parfois réceptionneuse-attaquante, un poste qu'elle affectionne moins. Elle confirme ses bonnes prestations lors de sa seconde saison,,.

#### Départ pour l'étranger au Imoco V. Conegliano pour une saison historique (2020-2021)
En 2020, elle signe pour le club italien d'Imoco Volley de la ville de Conegliano (Vénétie), représentant d'un Championnat considéré comme le plus relevé au monde, et devient la 5e Française à y évoluer après Brigitte Lesage, Karine Salinas, Kinga Maculewicz et Christina Bauer. De plus, elle s'engage avec le champion d'Italie en titre et actuel détenteur du Mondial des clubs. En septembre 2020, elle remporte son premier titre avec la Supercoupe d'Italie où elle démarre la rencontre dans le rôle de doublure de la star italienne Paola Egonu et parvient à obtenir du temps de jeu sur son poste de pointue. En ce début de saison, elle déclare à la presse française à propos de son nouveau championnat : « Les défenses sont impressionnantes. C'est plus difficile de mettre son point. On joue aussi plus rapidement qu'en France ». Le 1er novembre 2020, elle est titulaire face au club de Cuneo GV lors de la 8e journée de la saison régulière de Championnat où la Française signe une performance très remarquée avec 18 points inscrits (14/27 attaques et 4 contres), un record depuis son arrivée en Italie, et participe grandement à la victoire de son club (3-0). Une prestation qui lui vaut d'être désignée meilleure joueuse de la rencontre. Le 23 janvier 2021, elle récidive en profitant de la mise au repos de Paola Egonu (meilleure marqueuse du Championnat avec 15,7 points de moyenne) pour réaliser une deuxième prestation d'envergure à l'occasion de la 19e journée de Série A1, à Trente. Avec une victoire 3-0 de son équipe et 21 points inscrits (16/31 en attaque, 3 contres et 2 aces), elle est à nouveau désignée meilleure joueuse d'une rencontre. Le 14 mars 2021, elle décroche la Coupe d'Italie face à Novare, sans toutefois entrer en jeu lors de la finale. Le 24 avril 2021, elle remporte le Championnat, après avoir battu le club de Novare en finale retour. C'est le 4e titre de Champion après 2016, 2018 et 2019 et la 63e victoire d’affilée de son équipe toutes compétitions confondues. Le 1er mai 2021 se dispute à Vérone la finale de la Ligue des champions où son club défie la formation turque de Vakıfbank SK. La Bretonne n'entre pas en jeu au cours d'une rencontre où elle voit ses partenaires s'imposer par 3 sets à 2 (22-25, 25-22, 23-25, 25-23, 15-12) au terme d'une finale très disputée de 2 h 26 de jeu. Lucille Gicquel devient pour l'occasion la première Française vainqueur de la Ligue des champions depuis les Cannoises du RC Cannes en 2002 et 2003 autour de ses leaders Victoria Ravva et Karine Salinas, et la seconde à remporter la C1 avec un club étranger après Brigitte Lesage avec l'Olimpia Teodora Ravenne en 1988. Lors de sa première saison en Italie, elle réalise donc le quadruplé (Ligue des champions, Championnat, Coupe et Supercoupe), première historique pour son club, bien qu'étant cantonnée à un rôle de remplaçante.

#### Cuneo Granda Volley (2021-2023)
À l'intersaison 2021, en manque de temps de jeu, elle décide de s'engager dans un autre club de Série A1 : le Cuneo Granda Volley, 7e au classement du dernier exercice.

#### Nilüfer Belediye (2023-2024)
Lors de la saison 2023-2024, elle joue à Bursa en Turquie, au sein du club Nilüfer Belediye.

#### Chieri '76 (2024-)
En 2024, elle fait son retour dans le championnat italien, au Chieri '76. Le 11 mars 2025, elle s'incline en finale de la Challenge Cup après la défaite de son équipe lors du match retour face au Rome Volley Club.

### En sélection nationale
Elle fait ses débuts en équipe de France en 2017. Deux ans plus tard, elle figure dans la liste des 14 joueuses appelées par le sélectionneur Émile Rousseaux pour l'Euro 2019 en Turquie où elle vit à 21 ans sa première expérience d'une grande compétition internationale. Les Françaises sont éliminées dès le premier tour. En 2021, elle fait partie de l'équipe de France qui réalise l'exploit d'atteindre les quarts de finale du Championnat d'Europe, constituant une première depuis 2013,.

## Profil de joueuse
Pointue longiligne (1,89 m), elle se définit comme « quelqu'un d'aérien et d'explosif avec comme principale qualité le saut », lui permettant de prendre de grandes envergures d'attaques.

## Clubs
- RC Cannes (2015–2018)
- Volley-Ball Nantes (2018–2020)
- Imoco Conegliano (2020–2021)
- Cuneo Granda Volley (2021–2023)
- Nilüfer Belediye Bursa (2023–2024)
- Chieri '76 (2024–)

## Palmarès

### En sélection nationale
- Challenger Cup (1) : 
  -  Vainqueur en 2023.

- Ligue européenne (1) : 
  -  Vainqueur en 2022.

- Tournoi de France (amical) : 
  - Finaliste en 2022.

- Coupe Savaria (1) (amical) : 
  - Vainqueur en 2019.

### En club
en France
- Championnat de France :
  - Finaliste en 2016, 2018 et 2019.

- Coupe de France (2) :
  - Vainqueur en 2016 et 2018.
  - Finaliste en 2019.

- Supercoupe de France :
  - Finaliste en 2015 et 2016.

en Italie
- Ligue des champions (1) :
  - Vainqueur en 2021.

- Challenge Cup :
  - Finaliste en 2025.

- Championnat d'Italie (1)
  - Vainqueur en 2021.

- Coupe d'Italie (1) :
  - Vainqueur en 2021.

- Supercoupe d'Italie (1) :
  - Vainqueur en 2020.

### Distinctions individuelles
en sélection
- Meilleure joueuse et marqueuse de la Ligue européenne 2022 (2).

en club
- Meilleure marqueuse de la Coupe de France 2019.